# آیت اومدیس
ایت اومدیس (به فرانسوی: Ait Oumdis) یک منطقهٔ مسکونی در مراکش است که در تادله ازیلال واقع شده‌است.

## خصوصیات
ایت اومدیس ۱۵٬۳۷۷ نفر جمعیت دارد.